# Ghiacciaio del Principe Edoardo
Il ghiacciaio del Principe Edoardo è un ghiacciaio tributario lungo circa 11 km situato nella regione meridionale della Terra di Oates, nell'Antartide orientale. Il ghiacciaio, il cui punto più alto si trova a circa 2000 m s.l.m., si trova nei monti della Regina Elisabetta, nell'entroterra della costa di Shackleton, e fluisce verso nord a partire dall'altopiano di Cotton scorrendo lungo il versante occidentale della cresta Hochstein fino a unire il proprio flusso a quello del ghiacciaio Nimrod.

## Storia
Il ghiacciaio del Principe Edoardo è stato così battezzato dal Comitato neozelandese per i toponimi antartici in onore del principe Edoardo, duca di Edimburgo, quarto e ultimo figlio della regina Elisabetta II e di Filippo di Edimburgo.